# Slag van Ager Sanguinis
De Slag van Ager Sanguinis ook bekend als de Slag van het Veld van Bloed of de Slag van Sarmada, vond in 1119 plaats tussen de kruisvaardersstaat Antiochië en Ilghazi van de Artuqiden, heerser van Aleppo.

## Achtergrond
Antiochië en de andere kruisvaardersstaten waren voortdurend in oorlog met de Noord-Syrische en Iraakse moslimstaten, voornamelijk Aleppo en Mosoel. Toen Ridwan van Aleppo in 1113 overleed heerste er een korte vredesperiode van minstens twee jaar. Rogier van Salerno die Antiochië regeerde als regent voor de nog jonge Bohemund II van Antiochië sloeg geen voordeel uit Ridwans dood. Ook Boudewijn II, graaf van Edessa en Pons, graaf van Tripoli, hielden vooral hun eigen belangen in het oog en sloten geen alliantie met Rogier tegen Aleppo.
In 1117 kwam Aleppo onder het bewind van de Artuqidische atabeg llghazi. In 1118 nam Rogier Azaz in, wat Aleppo blootlegde voor een aanval van de Kruisvaarders. llghazi reageerde door in 1119 het territorium van Antiochië binnen te vallen. Rogier trok hem vanuit Artah tegemoet in het gezelschap van Bernard van Valence, de Latijnse patriarch van Antiochië. Bernard raadde aan om in Artah te blijven, daar dit een goed verdedigbaar fort dicht bij Antiochië was, en Ilghazi niet in staat zou zijn er langs te trekken. Ook zei hij Rogier de hulp in te roepen van Boudewijn, die inmiddels koning van Jeruzalem was geworden, en van Pons. Rogier meende echter dat hij hun aankomst niet kon afwachten.
Rogier sloeg zijn kamp op in de pas van Sarmada, terwijl Ilghazi het fort al-Atharib belegerde. Een kleine troep onder leiding van Robert van Vieux-Pont poogde met een uitval het beleg te breken, maar Ilghazi veinsde zich terug te trekken, een typisch Turkse tactiek die ook hier succesvol was: Roberts mannen werden van het fort weggelokt en in een hinderlaag geleid.

## De slag en zijn nasleep
llghazi, die versterkingen verwachtte van Toghtekin, de Buridische emir Damascus, raakte het wachten eveneens beu en omsingelde tijdens de nacht van 27 juni het kamp van Rogier. Het kruisvaardersleger, dat bestond uit 3700 troepen (700 ruiters en 3000 infanteristen), werd opgedeeld in drie divisies onder bevel van Rogier, Geoffrey de Monnik en Guy Fresnel. Eerst leken de Christenen te winnen, maar de moslims kregen al gauw de overhand. Rogier sneuvelde door een zwaardhouw in het gezicht aan de voet van het grote met juwelen ingelegde kruis dat als standaard diende. De rest van het leger werd vernietigd. De slag ontleende zijn naam aan deze slachting: ager sanguinis is Latijn voor "veld van bloed".
De veldslag bewees dat moslims zonder hulp van de Seltsjoeken een kruisvaardersleger konden verslaan. Ilghazi trok niet verder op naar Antiochië waar de patriarch Bernard de verdediging zo goed als mogelijk organiseerde. In augustus werd Ilghazi door Boudewijn en Pons teruggedreven; Boudewijn nam het regentschap van Antiochië op zich. De nederlaag betekende een grote verzwakking voor Antiochië. In het volgende decennium had het herhaaldelijk te lijden onder aanvallen van de moslims en het vorstendom kwam binnen de invloedssfeer van het Byzantijnse Rijk te liggen.

## Trivia
De benaming ager sanguinis is mogelijk een Bijbelse verwijzing naar het veld dat Judas kocht met het geld dat hij kreeg voor zijn verraad van Christus. Volgens de Handelingen van de apostelen zou hij op dit veld zelfmoord gepleegd hebben. Daarom werd het in het Aramees acheldemach genoemd, en in de Vulgaat ager sanguinis.
In de film Exorcist: The Beginning wordt er in een flashback verwezen naar een veldslag die "Ager Sanguinis" wordt genoemd. De link met de historische slag ontbreekt echter, en in de film wordt het leger vernietigd door een demon, niet door moslims.